# Cuterebra albipilosa
Cuterebra albipilosa är en tvåvingeart som beskrevs av Curtis W. Sabrosky 1986. Cuterebra albipilosa ingår i släktet Cuterebra och familjen styngflugor. Inga underarter finns listade i Catalogue of Life.